# Glasbeni album
Glasbeni album je zbirka zvočnih posnetkov ali pesmi, ki je na voljo javnosti. Največkrat predstavlja album priročno zbirko posnetkov, ki jih distribuira ista založba, lahko pa so pesmi na njej združene po tematiki, vzdušju, zvoku ali so celo urejene tako, da izpovedujejo enotno sporočilo ali pripovedujejo zgodbo - takšnemu albumu pravimo konceptualni album. Skupini zvočnih posnetkov pravimo album, če ima stalno sestavo (z izjemo posebnih izdaj ali ponovnih izdaj albuma z »bonus« pesmimi). Distribuirajo se lahko fizično v obliki gramofonskih, kompaktnih plošč, kaset in DVD-jev, v novejšem času pa tudi digitalno v različnih zvočnih formatih, med katerimi je najbolj prepoznan MP3. Pogosto izide album v več formatih.
Ime »glasbeni album« izvira iz dejstva, da so bili prvi albumi v obliki knjig, ki so spominjale na fotografske albume. Prvi album, ki je dobil ta naziv, je bila izdaja Hrestača na štirih fonografskih ploščah založbe Odeon. Leta 1948 so pri založbi Columbia izdali prvo 12-inčno vinilno ploščo. Na vsaki strani je bilo prostora za zapis 23 minut zvoka, kar je ravno toliko, kot je bilo prostora na prvih albumih, zato se je to ime obdržalo. Iz tistega časa izvira standard 12 pesmi na album.
Tradicionalno so bili albumi dolgi med 30 minut in eno uro, odvisno od glasbenega sloga in založbe. Danes postaja z razmahom formatov, ki omogočajo zapis velike količine podatkov, predvsem pa prehoda na distribucijo pesmi prek svetovnega spleta, definicija albuma ohlapnejša. Po definiciji britanske lestvice (UK Albums Chart) je album zbirka, ki jo sestavljajo vsaj 4 pesmi ali je daljša od 25 minut. Naslovnica se tradicionalno pojmuje kot neločljivi del albuma, pogosto pa ga spremlja tudi knjižica s podatki o albumu ali z besedili pesmi.